# Ressentiment
Ressentiment (IPA: [ʁɛsɑ̃tiˈmɑ̃ː], anhörenⓘ) ist ein Lehnwort aus dem Französischen und bedeutet hier so viel wie „heimlicher Groll“ oder in der Übertragung von Theodor Lessing „Rückschlagsgefühl“. Der Duden definiert das Ressentiment als eine „auf Vorurteilen, einem Gefühl der Unterlegenheit, Neid o. Ä. beruhende gefühlsmäßige, oft unbewusste Abneigung“.
Dem Ressentiment liegt regelmäßig das Gefühl dauernder Ohnmacht gegenüber erlittener  Niederlage oder persönlichen Zurückgesetztseins zugrunde. Es findet sich sowohl individualpsychologisch wie in sozialpsychologisch-historischer Ausprägung. In der Philosophie ist das Ressentiment Gegenstand der Moralkritik.

## Begriffsgeschichte
Ressentiment ist eine Substantivierung von frz. ressentir, (dauerhaft) empfinden, merken; wörtl. etwa nach-fühlen im zeitlichen Sinn. Es ist erstmals im 16. Jahrhundert in der französischen Literatur belegt und wird ursprünglich auch in einem neutralen Sinn etwa für das dauerhaft verbindliche Gefühl der Dankbarkeit gebraucht. „Insgesamt“ jedoch, so das Historische Wörterbuch der Philosophie, „bezeichnet R.[essentiment] eher Empfindungen negativen Inhalts, weil sich negative Empfindungen dauerhafter einprägen als positive“. Der Gebrauch des Wortes im Deutschen ist Ausdruck des Mangels einer muttersprachlichen Entsprechung und geschieht in letzterem Sinn. Seine Verwendung hier ist wesentlich mit der moral- und demokratiekritischen Philosophie Friedrich Nietzsches verknüpft.

## Philosophie

### Antike
Der dem moralphilosophischen Begriff zugrunde liegende Gedanke findet sich schon in Platons Dialog Gorgias. Dort trägt Kallikles im Streitgespräch mit Sokrates seine Vorstellung vom „richtigen Leben“ vor:

„[W]ie könnte wohl ein Mensch glückselig sein, der irgend wem diente? Sondern das ist eben das von Natur Schöne und Rechte, was ich dir nun ganz frei heraus sage, daß wer richtig leben will, seine Begierden muß so groß werden lassen als möglich, und sie nicht einzwängen; und diesen, wie groß sie auch sind, muß er dennoch Genüge zu leisten vermögen durch Tapferkeit und Einsicht, und worauf seine Begierde jedesmal geht sie befriedigen. Allein dies, meine ich, sind eben die Meisten nicht im Stande, weshalb sie grade solche Menschen tadeln aus Scham, ihr eignes Unvermögen verbergend, und sagen, die Ungebundenheit sei etwas Schändliches, um, wie ich auch vorher schon sagte, die von Natur besseren Menschen einzuzwängen; und weil sie selbst ihren Lüsten keine Befriedigung zu verschaffen vermögen, so loben sie die Besonnenheit und die Gerechtigkeit, ihrer eigenen Unmännlichkeit wegen.“

Kallikles sieht in aller einschränkenden Moral das Wirken beschämter Ohnmacht. Sokrates begrüßt den Freimut dieses Bekenntnisses zum uneingeschränkten Lust- und Machtprinzip und widerlegt die Gleichsetzung von Gut und lustvoll bzw. angenehm.
Die Nikomachische Ethik des Aristoteles führt in der Typologie innerer Umgangsformen mit Zornesregungen den Typus der „herben Menschen“ an, die im Gegensatz zu „leicht erregbaren Naturen“ ihren spontanen Zorn unterdrücken: „In seinem Inneren aber die Wut zu verkochen, ist eine langwierige Sache. Wer diese Anlage hat, ist sich selber vor allem zur Last und denen, die ihm am nächsten stehen.“

### Montaigne
Die früheste Quelle für den Gebrauch des Wortes dürfte der Essay Feigheit ist die Mutter der Grausamkeit von Montaigne sein. Ressentiment ist hier das Gefühl, das der Überlegene im Kampf dem Unterlegenen beibringt, indem er auf die Tötung verzichtet und somit seine Überlegenheit dauerhaft in dessen Bewusstsein verankert. Als verfeinerte Stufe der Vergeltung bejaht Montaigne die Erzeugung des Ressentiments durch das Leben-Lassen gegenüber dem barbarischen Töten des Feindes, welches Zeichen der nicht überwundenen Angst und also der Feigheit und des Ressentiments auf Seiten des Siegers sei.

### Nietzsche
Friedrich Nietzsche gewinnt seinen Ressentiment-Begriff in der  Auseinandersetzung mit Eugen Dühring, der den Begriff in die deutschsprachige philosophische Debatte einführt und zugleich dessen radikale, wertpolemische Verwendung vorgibt. Dühring hatte – in einer Art Neuauflage der Kallikleischen Argumentation – alle Rechtsbegriffe, insbesondere den grundlegenden der Gerechtigkeit überhaupt, die dem Naturrecht des Stärkeren entgegentreten, aus dem Ressentiment erklärt (Der Werth des Lebens, 1865). In Gegensatz dazu tritt nun Nietzsche, der zwar ebenso keine "höheren", den realen Machtverhältnissen übergeordneten Werte anerkennt, jedoch eine immanente Gerechtigkeit zwischen Ebenbürtigen bzw. Gleichstarken annimmt.
Nietzsche beschreibt die „Psychologie des Ressentiments“ als Selbstvergiftung durch gehemmte Rache: „Einen Rachegedanken haben und ihn ausführen, heißt einen heftigen Fieberanfall bekommen, der aber vorübergeht: einen Rachegedanken aber haben, ohne Kraft und Mut ihn auszuführen, heißt […] eine Vergiftung an Leib und Seele mit sich herumtragen.“
In der Genealogie der Moral (1887) wendet Nietzsche diesen Gedanken auf die „Historie der Moral“ an. Die Vergiftung durch das Ressentiment korrumpiert die allgemeinen Wertschätzungen: „Während der vornehme Mensch vor sich selbst mit Vertrauen und Offenheit lebt (gennaios ‚edelbürtig‘ unterstreicht die nuance ‚aufrichtig‘ und auch wohl ‚naiv‘), so ist der Mensch des Ressentiment weder aufrichtig, noch naiv, noch mit sich selber ehrlich und geradezu. Seine Seele schielt; sein Geist liebt Schlupfwinkel, Schleichwege und Hintertüren, alles Versteckte mutet ihn an als seine Welt, seine Sicherheit, sein Labsal; er versteht sich auf das Schweigen, das Nicht-Vergessen, das Warten, das vorläufige Sich-verkleinern, Sich-demütigen.“
Das Ressentiment findet seinen wert- und weltgeschichtlichen Niederschlag in der jüdischen und christlichen Moral, die als Sklavenmoral von reaktivem, verneinenden Charakter der vornehmen, bejahenden, Herrenmoral der Römer gegenübergestellt wird. An die Stelle der ursprünglichen, „vornehmen“ Schätzwerte „gut“ vs. „schlecht“ tritt nun die Moral von „gut“ und „böse“. Durch die Zurückdrängung des ursprünglichen Racheimpulses (durch Delegation der Rache an Gott bzw. Delegation der Strafe an den Staat) wird eine Verinnerlichung des Menschen erzwungen, die zur Ausbildung der moralischen Begriffe (Sünde, Schuld, Gewissen) im modernen Sinn führt. Diese jedoch verleugnen, so Nietzsche, ihre Herkunft aus dem Ressentiment und beanspruchen Absolutheit, was eine „Kritik der moralischen Werte“ als Frage nach dem „Wert der Werte“ notwendig macht. Dieser Kritik unterliegen insbesondere die modernen europäischen Demokratien, deren grundlegenden Wert Nietzsche als „Wille zur Gleichheit“ historisch aus der Ressentiment-Moral herleitet. Sie mündet in der moralischen Utopie des Übermenschen als Befreiung vom „Geist der Rache“ überhaupt.

### Max Scheler

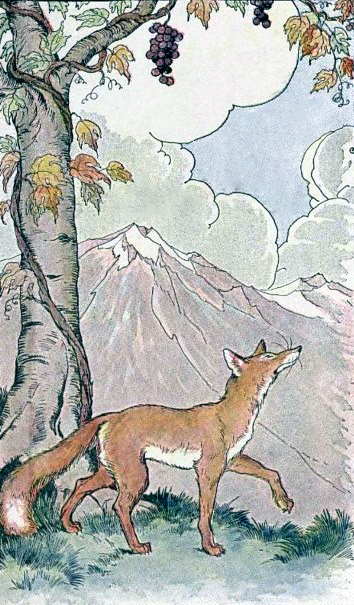
Illustration zu einer von Äsops Fabeln. Außerhalb seiner Reichweite, die Abwertung der süßen Trauben durch den Fuchs („Die sind ohnehin sauer!“) ist bloß performativ.

Eine phänomenologische Analyse des Ressentiments im kritischen Anschluss an Nietzsche hat Max Scheler in Das Ressentiment im Aufbau der Moralen (1912) geliefert. Scheler geht es insbesondere um eine Rehabilitierung der christlichen Ethik gegenüber dem universalen Ressentimentverdacht Nietzsches, der die christliche Moral für einen Ausdruck der Ressentiments der Schwachen hält.
Scheler hält das Ressentiment für eine typische moderne Erscheinung, eine Art seelischer Selbstvergiftung, die vor allem bei Dienenden und Beherrschten in Gesellschaften auftritt, in denen formale Gleichheit zwischen den Menschen besteht, zugleich aber massive Unterschiede hinsichtlich der Verteilung von Macht, Bildung, Vermögen und sozialem Status existieren. Er präzisiert den Begriff als „dauernde psychische Einstellung, die durch systematisch geübte Zurückdrängung von Entladungen gewisser Gemütsbewegungen und Affekte entsteht, welche an sich normal sind und zum Grundbestande der menschlichen Natur gehören“, was zu einer spezifischen Deformation der Wertwahrnehmung führt: Beim Ressentiment handelt es sich um „das wiederholte Durch- und Nachleben einer bestimmten [feindseligen] emotionalen Antwortreaktion gegen einen anderen“, die den Kern der Persönlichkeit tangiert, ohne sich in deren spontanen Ausdrucks- und Handlungsbewegungen zu manifestieren.
In seiner Phänomenologie des Ressentiments unterscheidet Scheler die Stufe, in der die süßen Trauben dem ohnmächtigen Fuchs zu hoch hängen und jene Stufe, in der der Fuchs die unerreichbaren Trauben nicht einmal mehr als süß anerkennen will, sondern sie als sauer disqualifiziert. Ohnmächtig zur Rache am Verursacher  rächt sich das im Ressentiment „verbissene“ Bewusstsein am transzendenten Wert durch Herabwürdigung („Detraktion“) bzw. Entwertung desselben. Was sich in Vorstufen des eigentlichen Ressentiments etwa als masochistische „Rachsucht“ äußert, welche „Vorfälle, die Anlaß zu einem inneren Racheakt geben können, […] geradezu […] triebartig“ aufsucht, zeigt sich charakteristischerweise in der von Scheler so genannten typischen „Ressentimentkritik“ (Genitivus subjektivus): Deren negativistische Grundhaltung zielt nicht auf Verbesserung des Kritisierten, sondern findet ihre Befriedigung im „Hochgefühl der grundsätzlichen Opposition“. Mit dem Ressentiment verbunden sind moralische Umwertungen, die den Wert des Selbsterarbeiteten und Selbsterworbenen, die Subjektivität der Werte und die Dominanz des Nützlichkeitswertes betonen.
Ein Hintergrund der Verbreitung von Ressentiments in der Moderne ist nach Scheler die Auflösung der traditionellen, an sozialer Herkunft und fixen Rollenbildern orientierten Muster der sozialen Anerkennung in modernen Konkurrenzgesellschaften. Scheler setzt sich nicht nur von Nietzsche, sondern auch von Georg Simmel ab, wenn er dessen These kritisiert, dass der „Vornehme“ im Unterschied zum „Gemeinen“ keinen Vergleich seines Werts mit anderen anstellt, mithin nicht für Ressentiments anfällig ist. Scheler zufolge gerate „in der Moderne auch das naive Selbstwertbewusstsein der Vornehmheit immer stärker unter Druck – zusammen mit allen anderen Formen des traditionellen Selbstwertbewusstseins“.

## Soziologie
Mit einschränkender Kritik betrachtet auch Max Weber den Beitrag des Ressentiments im Sinne Nietzsches zu religiösen Wertvorstellungen der sog. „Pariareligiosität“. Der Einfluss des Ressentiments auf die „Theodizee des Leidens“ der Unterdrückten  sei entgegen der unterstellten generellen Zuständigkeit eher gering, wenn auch nicht völlig zu vernachlässigen.

## Tiefenpsychologie
Der Psychoanalytiker Léon Wurmser sucht den Ressentimentbegriff für die Tiefenpsychologie fruchtbar zu machen. In der Auseinandersetzung mit Nietzsche sieht er in dessen Verherrlichung der Stärke selbst das Ressentiment wirksam als „Kampf gegen die Scham“.
Der Psychiater und Psychotherapeut Michael Linden beschreibt neuerdings eine posttraumatische Verbitterungsstörung, die als extreme Ausprägung der Dynamik des Ressentiments verstanden werden kann.

## Neuere Rezeption
In der gegenwärtigen Debatte greift der Medientheoretiker Norbert Bolz – unter Verkehrung der religiösen Vorzeichen gegenaufklärerisch – die Ressentimentkritik Nietzsches auf.
In der Politikwissenschaft knüpft z. B. Roland Eckert an den aufklärerischen Ansatz von Nietzsche zur Erklärung politischer Bewegungen an. Der Publizist Pankaj Mishra sieht im Ressentiment eine zurzeit im Aufsteigen befindliche weltumspannende Geisteshaltung von großer politischer Tragweite.

## Bibliographie
- Brusotti, Marco (2011): „Ressentiment“. In: Niemeyer, Christian (Hrsg.): Nietzsche-Lexikon. Zweite, durchgesehene und erweiterte Ausgabe. Darmstadt: WBG, S. 327–328.
- Hödl, Hans Gerald (2007): „Zur Funktion der Religion. Anmerkungen zu Nietzsches Einfluss auf Max Weber und zur Antizipation von religionssoziologischen Fragestellungen in Menschliches-Allzumenschliches“. In: Nietzscheforschung, 14, S. 147–158.
- Hödl, Hans Gerald (2014): "Der Begriff des Ressentiment als Kategorie kulturwissenschaftlicher Analyse. Ansatzpunkte bei Nietzsche, Scheler und Freud." In:  Steffen Dietzsch / Claudia Terne [Hrsg.], Nietzsches Perspektiven. Denken und Dichten in der Moderne. Berlin-Boston: De Gruyter, 272–286.
- Probst, Peter (1992): „Ressentiment“. In: Ritter, Joachim/Gründer, Karlfried (Hrsg.): Historisches Wörterbuch der Philosophie, Bd. 8. Basel: Schwabe, S. 920–924.
- Scheler, Max (1955): „Das Ressentiment im Aufbau der Moralen“ (1. Aufl. 1915). In: Gesammelte Werke, Bd. 3: Vom Umsturz der Werte. Abhandlungen und Aufsätze, hrsg. v. Maria Scheler. Bern: Francke, S. 33–147.
- Skirl, Miguel (2000): „Ressentiment“. In: Ottmann, Henning (Hrsg.): Nietzsche-Handbuch.Leben-Werk-Wirkung, Stuttgart/Weimar: J. B. Metzler, S. 312–313.
- Stegmaier, Werner (1994): Nietzsches „Genealogie der Moral“. Darmstadt: WBG.
- Vogl, Joseph: Kapital und Ressentiment. Eine kurze Theorie der Gegenwart, C. H. Beck, München 2021, ISBN 978-3-4067-6953-5.